# Mladi zmagovalec
Mladi zmagovalec, znan tudi kot Gettyjev bron ali Atleta di Fano, je grški bronast kip, izdelan med 300 in 100 pr. n. št., danes v zbirkah muzeja J. Paula Gettyja v losangeleški četrti Pacific Palisades v Kaliforniji. Ob prvem ponovnem odkritju so ga Bernard Ashmole in drugi učenjaki pripisali Lizipu, velikemu imenu v zgodovini grške umetnosti.

## Odkritje
Skulptura je bila odkrita poleti leta 1964 v morju blizu kraja Fano ob jadranski obali Italije, ko se je znašla v mrežah italijanskega ribiškega plovila Ferri Ferruccio.  Po nekaj časa trajajoči skrivni ponudbi na sivem trgu starin in močni konkurenci z Metropolitanskim muzejem umetnosti ga je leta 1977 kupil Gettyjev muzej.
Skulptura je morda bila del množice kipov zmagovitih športnikov iz panhelenskih grških svetišč, kot sta Delfi in Olimpija. Njegova desna roka se dotika oljčnega venca zmagovalca na glavi. Gledalci vidimo močno glavo v portretu. Glava je bila najdena ločeno od telesa. Atletove oči so bile nekoč intarzirane, verjetno s kostmi, njegove prsne bradavice pa so iz bakra.
Natančen kraj brodoloma, na katerem se je ta predmet ohranil, da ni bil pretopljen tako kot velik del grškega brona, ni bil ugotovljen. Zdi se najverjetnejše, da je bila rimska ladja, ki je nosila zaplenjene predmete, na poti v Italijo, ko se je potopila. Kip je bil grobo odlomljen od svoje baze, s katero so bile odrezane tudi noge nad gležnjem.
Italijanska vlada je vložila zahtevek za vrnitev skulpture, ki ga je muzej zavrnil kot neutemeljen.

## Polemika v Italiji
Gettyjev muzej je vpleten v spore o pravilnem naslavljanju nekaterih umetniških del, ki jih ima v svoji zbirki. Prejšnji muzejski kustos starin Marion True je bil v Italiji leta 2005 obtožen skupaj z Robertom E. Hechtom zaradi trgovanja z ukradenimi starinami. Dokazi so povezani z uničenjem skladišča v Ženevi v Švici leta 1995, v katerem je bilo ogromno ukradenih predmetov. Italijanskega prodajalca umetnin Giacoma Medicija so leta 1997 priprli. Vodil je "eno največjih in najsodobnejših mrež s starinami na svetu, odgovorno za nezakonito kopanje in dajanje vrhunskih kosov na najelitnejše konce mednarodnega trga umetnin". 
V pismu, ki ga je True 18. decembra 2006 poslal Paulu Gettyju, je napisal, da je pripravljen prevzeti odgovornost za postopke, ki jih potrdil, upravičil in potrdil upravni odbor. Grške oblasti trenutno preiskujejo resnico v zvezi s pridobitvijo 2500 let starega nagrobnega venca.
20. novembra 2006 je direktor muzeja Michael Brand napovedal, da bo v Italijo vrnjenih 26 spornih predmetov, ne pa tudi Mladi zmagovalec.
V intervjuju za italijanski časopis Corriere della Sera je italijanski minister za kulturno dediščino 20. decembra 2006 izjavil, da bo Italija zahtevala kulturni embargo za muzej, če vseh 52 spornih kosov ne bo vrnjenih domov iz tujine. 1. avgusta 2007 je bil najavljen sporazum, ki je določal, da bo muzej vrnil 40 kosov od 52 zahtevanih, med katerimi je bila tudi Morgantinska Venera (Venus Morgantina), ki je bila vrnjena leta 2010, ne pa Mladi zmagovalec. V Italiji teče kazenski postopek v zvezi z njegovo vrnitvijo. Istega dne je javni tožilec v Pesaru uradno zahteval, da se kip odvzame, ker je bil nezakonito izvožen iz Italije, kar je povzročilo spor, ki ga rešuje Ustavno sodišče. 